# (73802) 1995 QC4
(73802) 1995 QC4 – planetoida z pasa głównego asteroid okrążająca Słońce w ciągu 3,71 lat w średniej odległości 2,4 j.a. Odkryta 17 sierpnia 1995 roku.